# تقدير (إدارة المشروع)
في إدارة المشروع (على سبيل المثال، في الهندسة)، تمثل التقديرات الدقيقة أساس التخطيط السليم للمشروع. تم تطوير العديد من العمليات لمساعدة المهندسين في عمل تقديرات دقيقة، مثل
- تقدير قائم على القياس
- التقسيم (أي، توزيع المهام)
- تقدير التكلفة
- طريقة دلفي
- الافتراضات المتعلمة
- تقدير كل مهمة
- فحص البيانات التاريخية
- تحديد التبعيات
- نظرية التقدير
- تقييم المخاطر
- التخطيط الهيكلي

تتضمن عمليات التقدير الشائعة لمشاريع برامج الحاسوب:
- طريقة كوكومو
- طريقة كوسيسمو
- منهجية سلسلة الأحداث
- النقطة الوظيفية
- سكروم بوكر
- أسلوب تقييم ومراجعة المشروع
- التقدير القائم على المفوض (PROBE) (من عملية البرمجة الشخصية)
- لعبة التخطيط (من البرمجة القصوى)
- النقاط الوظيفية الصغرى المرجحة
- دلفي واسعة النطاق Wideband delphi

## روابط خارجية
- التقدير التناظري والتقدير بإستخدام المعاملات في المشاريع